# Kabang

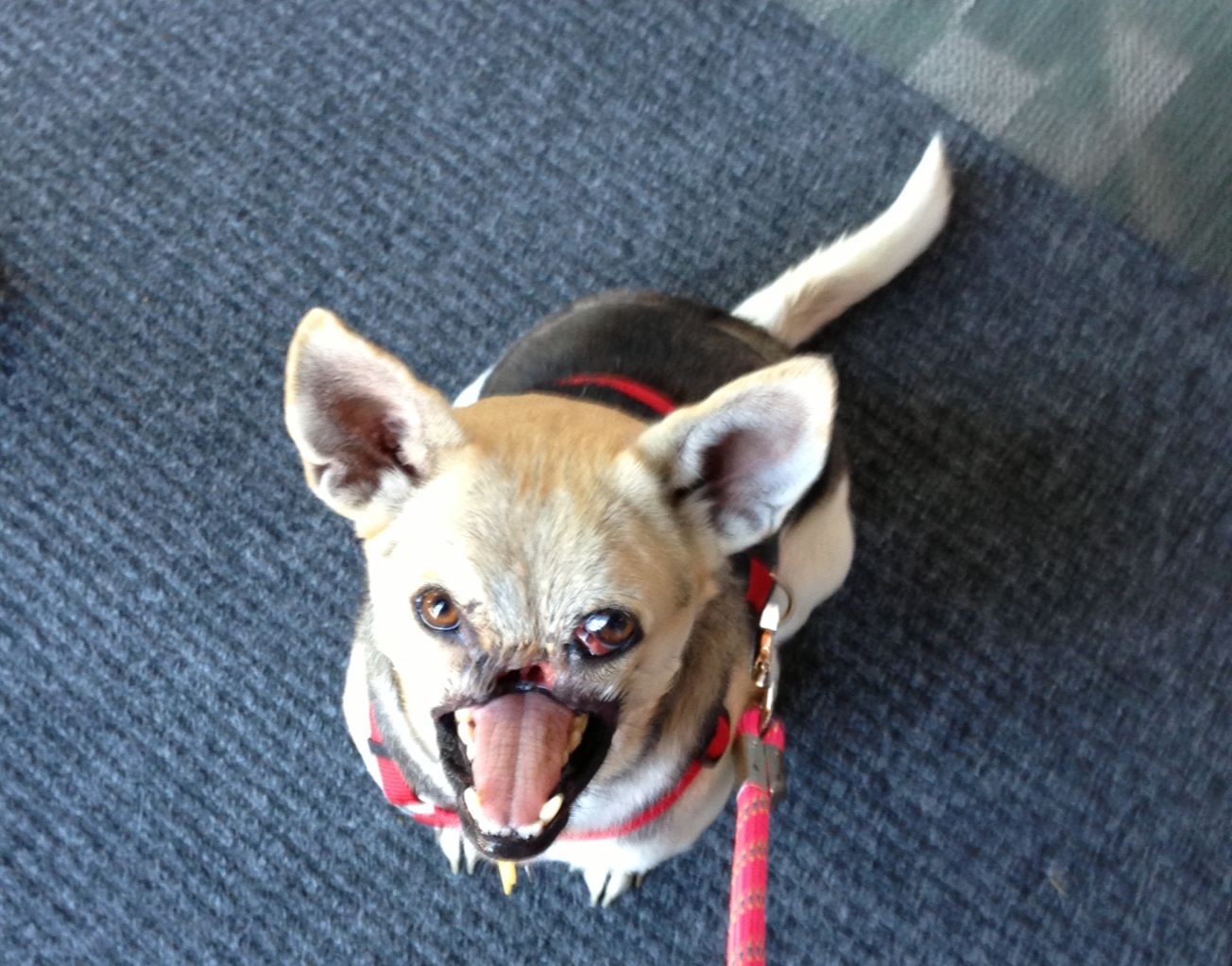
Chú chó Kabang đang ở nhà (đã bị mất mõm)

Kabang (2008-2021) (tiếng Việt: đốm) là một chú chó lai ở thành phố Zamboanga thuộc Philippines. Chú chó đã trở nên nổi tiếng toàn cầu với biệt danh ''Chú chó anh hùng'' sau khi cứu hai bé gái trong một tai nạn xe máy và đã mất phân nửa khuôn mặt (mõm trên) của mình. Kabang bị mất hết phần mõm và hàm trên sau khi nhảy ra đường để ngăn chặn một chiếc xe máy tốc độ cao sắp lao tới đụng vào con gái và cháu gái của chủ nhân tại thành phố Zamboanga (Philippines),

## Câu chuyện
Ban đầu, chú chó Kabang được đem về nuôi để lấy thịt chó nhưng sau đó, chính Kabang lại là ân nhân cứu mạng của gia đình Bunggal. Trước đó, Kabang đã có cuộc sống khá vất vả. Khi còn nhỏ, Kabang đã bị bỏ rơi trên cánh đồng và ông Rudy Bunggal đã đem về nuôi nhằm vỗ béo làm thịt. Sau đó, con gái và cháu gái của ông đã thuyết phục đừng giết Kabang.
Vào tháng 12 năm 2011, cô chủ nhỏ 9 tuổi Dina Bunggal, và em họ 3 tuổi Princess Diansing đang chuẩn bị lao ra tuyến phố đông đúc tại thành phố Zamboanga, thì một chiếc mô tô lao đến với tốc độ nhanh. Những người đi đường chứng kiến vụ việc kể lại rằng lúc đó, Kabang đã xuất hiện và kịp lao ra chặn xe mô tô lại trước khi xe lao thẳng vào hai bé gái. Hậu quả là mặt của Kabang đã bị mô tô cán, đặc biệt mõm thì bị mắc kẹt vào hoa nan bánh xe. Câu chuyện Kabang dũng cảm lao vào xe máy cứu người lan truyền khắp thế giới và được tôn vinh là một hành động của một anh hùng.

## Chạy chữa
Các bác sĩ thú y tại Philippines đã không thể chữa trị được vết thương này, bởi vậy họ đã khuyên chủ nhân của Kabang từ bỏ việc điều trị. Tuy nhiên ông vẫn kiên trì chữa trị cho Kabang. Sau khi nghe được câu chuyện của Kabang, y tá đến từ Buffalo, New York đã đứng lên kêu gọi chiến dịch giúp đỡ Kabang và quyên góp được 20.000USD từ 20 nước trên thế giới để trang trải chi phí phẫu thuật, visa và vé máy bay. Chiến dịch gây quỹ để mang Kabang đến Mỹ do các bác sĩ thú y Philippines không thể chữa vết thương Kabang, chương trình này đã thu hút người quyên góp tiền cho Kabang từ 45 quốc gia trên thế giới, và nói rằng Kabang là biểu tượng của "tình yêu thương không biên giới"
Bác sĩ thú y tại Đại học California, Davis, Hoa Kỳ đã tiến hành kiểm tra vết thương của Kabang. Chú chó bị "mất mõm" Kabang phải trải qua ít nhất 2 ca phẫu thuật trong 6 tuần, chủ yếu tập trung chữa răng, và sau đó các bác sĩ khác tiến hành chữa trị vết thương nghiêm trọng trên mõm của Kabang. Tuy nhiên, rất khó để ghép mõm giả phù hợp cho Kabang, hay việc tái tạo hàm cũng là điều không thể. Gia đình vẫn kiên quyết chữa trị cho Kabang.
Kabang được điều trị trong một bệnh viện thú y tại bang California suốt bảy tháng. Bác sĩ đã tiến hành phẫu thuật điều trị các vết thương cho Kabang, nhưng không thể phục hồi lại xương hàm và phầm mõm. Chú chó anh hùng của Philippines Kabang đã mất đi mõm và hàm trên để bảo vệ cho hai bé gái, đã trở về quê nhà ở Philippines sau nhiều tháng điều trị ở Mỹ. Một buổi diễu hành được tổ chức để chào mừng Kabang về nhà ở thành phố Zamboanga. Chú chó này đã được mọi người yêu quý gọi: "Anh hùng mất mõm". 
Kabang qua đời trong lúc ngủ vào ngày 17 tháng 5 năm 2021, ở tuổi 13.  